# Fatima Al-Banawi
 (octobre 2024).
La mise en forme du texte ne suit pas les recommandations de Wikipédia : il faut le « wikifier ».
Les points d'amélioration suivants sont les cas les plus fréquents. Le détail des points à revoir est peut-être précisé sur la page de discussion.
- Les titres sont pré-formatés par le logiciel. Ils ne sont ni en capitales, ni en gras.
- Le texte ne doit pas être écrit en capitales (les noms de famille non plus), ni en gras, ni en italique, ni en « petit »…
- Le gras n'est utilisé que pour surligner le titre de l'article dans l'introduction, une seule fois.
- L'italique est rarement utilisé : mots en langue étrangère, titres d'œuvres, noms de bateaux, etc.
- Les citations ne sont pas en italique mais en corps de texte normal. Elles sont entourées par des guillemets français : « et ».
- Les listes à puces sont à éviter, des paragraphes rédigés étant largement préférés. Les tableaux sont à réserver à la présentation de données structurées (résultats, etc.).
- Les appels de note de bas de page (petits chiffres en exposant, introduits par l'outil «  Source ») sont à placer entre la fin de phrase et le point final[comme ça].
- Les liens internes (vers d'autres articles de Wikipédia) sont à choisir avec parcimonie. Créez des liens vers des articles approfondissant le sujet. Les termes génériques sans rapport avec le sujet sont à éviter, ainsi que les répétitions de liens vers un même terme.
- Les liens externes sont à placer uniquement dans une section « Liens externes », à la fin de l'article. Ces liens sont à choisir avec parcimonie suivant les règles définies. Si un lien sert de source à l'article, son insertion dans le texte est à faire par les notes de bas de page.
- La présentation des références doit suivre les conventions bibliographiques. Il est recommandé d'utiliser les modèles {{Ouvrage}}, {{Chapitre}}, {{Article}}, {{Lien web}} et/ou {{Bibliographie}}. Le mode d'édition visuel peut mettre en forme automatiquement les références.
- Insérer une infobox (cadre d'informations à droite) n'est pas obligatoire pour parachever la mise en page.

Pour une aide détaillée, merci de consulter Aide:Wikification.
Si vous pensez que ces points ont été résolus, vous pouvez retirer ce bandeau et améliorer la mise en forme d'un autre article.
Fatima Al-Banawi ( arabe : فاطمة البنوي Hédjazi : ˈfaːtˤma alˈbanawi) est une cinéaste et actrice saoudienne. Elle est surtout connue comme réalisatrice et actrice de séries télévisées et de films populaires Barakah Meets Barakah, A Blink of an Eye et Paranormal. Elle est également une conteuse renommée en Arabie saoudite.

## Vie personnelle
Al-Banawi est née à Djeddah, en Arabie saoudite. Elle est diplômée en psychologie du conseil de l'Université Effat de Djeddah. Elle a ensuite commencé à travailler contre la violence à la Société de protection de la famille à Djeddah. Entre-temps, elle a obtenu sa maîtrise en études théologiques à l'Université de Harvard, spécialisée dans les études sur les femmes, le genre et l'islam.
Au cours de ses études de premier cycle, elle a suivi un cours avancé de peinture à l'huile à la School of the Museum of Fine Arts de Boston, Massachusetts. Elle a travaillé comme consultante en développement social et en autonomisation des femmes à la Banque islamique de développement (BID) pendant quelques mois avant de se lancer dans les arts du spectacle.
Elle a fondé le projet de narration appelé Other Story Project en 2015. Grâce à ce projet, elle a recueilli près de 5 000 histoires réelles provenant d’inconnus. En utilisant ces vies, Al-Banawi a ensuite réalisé le court métrage A Blink of an Eye. Entre-temps, elle a voyagé localement et internationalement pour interpréter des histoires humaines. Plus tard en 2018, le ministère des Affaires étrangères à Paris la surnomme la « Sophie Calle de l'Arabie saoudite » à la suite de l'accueil chaleureux réservé à sa performance « Amours Saoudiennes ». La même année, elle a été sélectionnée comme leader de la prochaine génération par le magazine Time.
En utilisant ses expériences et les informations recueillies auprès d'inconnus dans sa ville natale de Djeddah entre 2015 et 2018, elle a écrit son premier livre, The Other Story. En 2010, elle a cofondé le Théâtre du Chapitre Opprimé situé à Djeddah. Elle a ensuite commencé à jouer de nombreuses pièces de théâtre. Plus tard, certaines de ses pièces furent jouées à Harvard,.
En 2016, elle a fait ses débuts au cinéma dans le long métrage saoudien primé, Barakah Meets Barakah. Elle a été reconnue internationalement grâce à ce rôle et a ouvert la voie au cinéma saoudien. Le film a été sélectionné comme candidature de l'Arabie saoudite pour le meilleur film en langue étrangère lors de la 89e cérémonie des Oscars (c'était la deuxième fois que le pays soumettait sa candidature aux Oscars). Le film a été présenté en avant-première dans la section Forum du 66e Festival international du film de Berlin, ce qui en fait le premier long métrage saoudien à être présenté en avant-première au festival.
Elle est ensuite apparue dans la série télévisée Bashar et dans le court métrage Going South . Ce dernier était représenté au Festival international du court-métrage de Clermont-Ferrand. En 2019, elle a fait une apparition spéciale dans le long métrage Roll'em et la série télévisée Om AlQalayed. En 2019, elle met en scène la pièce de théâtre The Straight Circle Play dans laquelle elle joue également le rôle principal.
En 2020, Al-Banawi est apparu dans la série Web égyptienne Paranormal, basée sur la série de livres surnaturels Ma Waraa Al Tabiaa écrite par Ahmed Khaled Tawfik,. Dans la série, elle a joué un rôle de soutien auprès de Nargis. La série est sortie le 5 novembre 2020 sur Netflix, devenant ainsi le premier original égyptien de Netflix.
En 2023, son long métrage Basma est en développement après avoir remporté un fonds du Festival international du film de la mer Rouge. Mi-2020, elle écrit et réalise son premier court métrage Until We See Light . Puis, pendant la pandémie mondiale de COVID-19, elle a co-écrit, co-réalisé et joué dans la série télévisée Al-Shak Series, qu'elle a entièrement tournée depuis chez elle pendant le confinement. Ses derniers longs métrages en tant qu'actrice incluent Route 10, réalisé par Omar Naim ; et Champions, une adaptation d'un film espagnol sur une équipe de football avec des membres ayant des besoins spéciaux, les deux films ont été produits par MBC Group et Image Nation.

## Filmographie
| Année | Film                      | Rôle                                           | Genre           | Réf. |
| ----- | ------------------------- | ---------------------------------------------- | --------------- | ---- |
| 2016  | Barakah rencontre Barakah | Actrice: Barakah / Bibi                        | Film            |      |
| 2018  | Un clin d'œil             | Réalisatrice, scénariste, actrice : Narratrice | Film            |      |
| 2019  | Roulez-les                | Scripte, Actrice : Sophie                      | Film            |      |
| 2019  | Vers le sud               | Actrice: Aya                                   | Court métrage   |      |
| 2020  | Doute                     | Réalisatrice, scénariste, actrice : Samar      | Série TV courte |      |
| 2020  | Paranormal                | Actrice: Nargis                                | Séries TV       |      |
| 2021  | Champions                 | Actrice: Nada                                  | Film            |      |
| 2022  | Route 10                  | Actrice                                        | Film            |      |
| 2023  | Alhamour                  | Actrice                                        | Film            |      |
| 2024  | Basma                     | Actrice / Réalisatrice                         | Film            |      |